# 戈壁鱷
戈壁鱷（屬名：Gobiosuchus）意為「戈壁沙漠的鱷魚」，屬於鱷形超目戈壁鱷科，是由波蘭古生物學家Halszka Osmólska在1972年所敘述。戈壁鱷的化石發現於蒙古戈壁沙漠的Djadokhta地層，年代為白堊紀坎潘階早期。模式種是Gobiosuchus kielanae。

## 下属物种
本属包括以下物种：
- Gobiosuchus kielanae Osmolska, 1972
- 微小戈壁鳄 Gobiosuchus parvus Efimov, 1983

## 外部連結
- Pol & Norell (2004)[永久]

1. ↑  . GBIF.   [2023-01-23]. （原始内容存档于2023-01-23）.